# Lijst van vechthonden naar ras
Dit is een lijst van hondenrassen die vroeger of tot op de dag van vandaag gebruikt worden voor hondengevechten.
A
- Akita (Japan)
- Alangu Mastiff (India)
- Alano Español (Spanje)

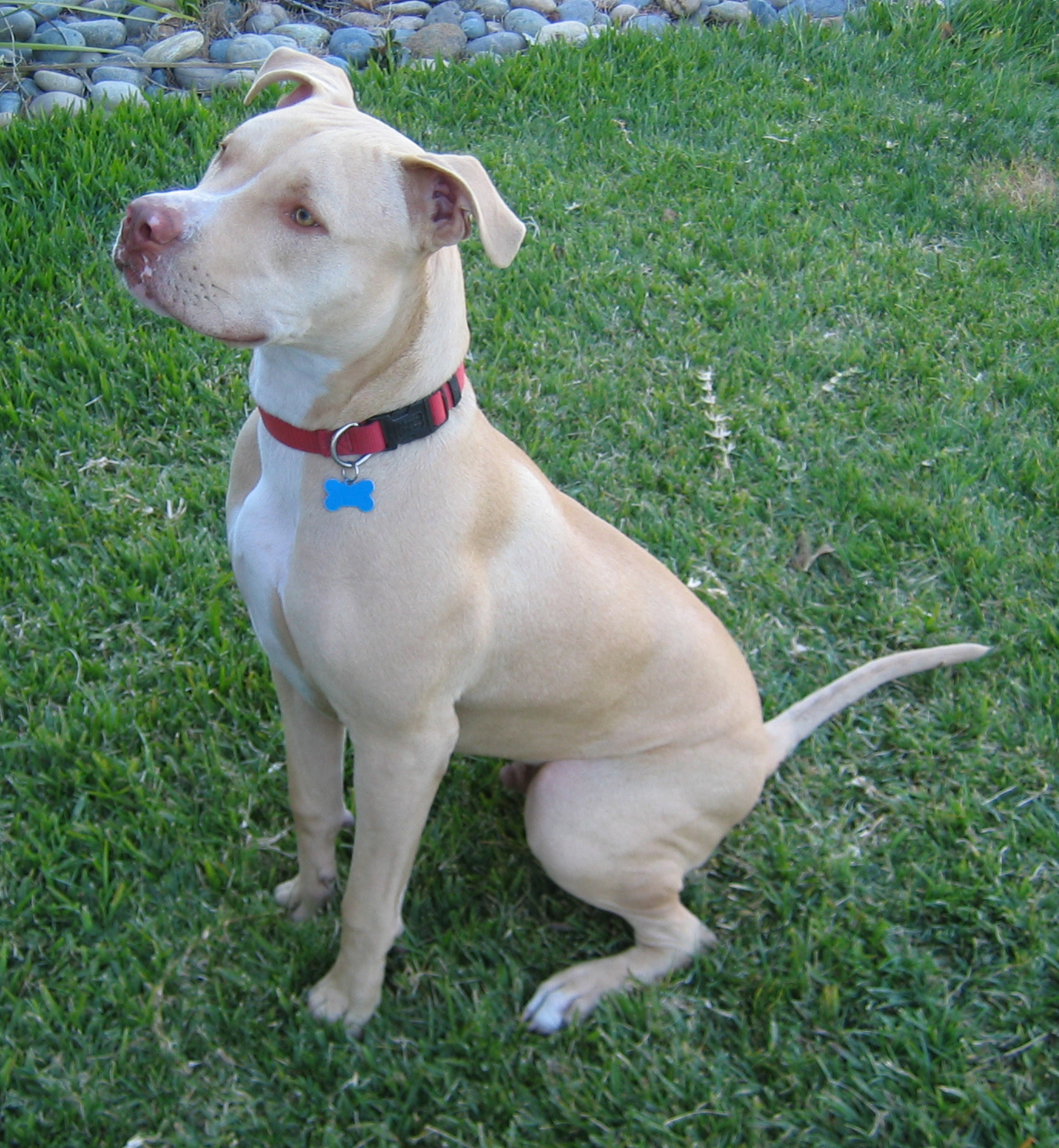
De Amerikaanse pitbullterriër is een bekende vechthond

- Amerikaanse buldog (Verenigde Staten)
- Amerikaanse pitbullterriër (Verenigde Staten)
- Amerikaanse staffordshireterriër (Verenigde Staten)
- Argentijnse dog (Argentinië)

B
- Bedlingtonterriër (Verenigd Koninkrijk)
- Blauwe Paul Terriër (Schotland)
- Bostonterriër (Verenigde Staten)
- Bull en Terriër (Groot-Brittannië)
- Bulterriër (Engeland)
- Bully Kutta (India)

C
- Ca de bou, Perro de Presa Mallorquin (Spanje)
- Cane corso (Italië)
- Cordobaanse vechthond (Argentinië)

D
- Dogue de Bordeaux (Frankrijk)
- Dogo canario (Perro de Presa Canario) (Spanje)
- Dogo Cubano (Cuba)
- Dogo Sardesco (Italië)
- Dobermann (Duitsland)

E
- Engelse Mastiff (Groot-Brittannië)
- Engelse witteterriër (Groot-Brittannië)

F
- Fila brasileiro (Brazilië)

G
- Gull Dong (India)
- Gull Terr (Pakistan)

I
- Indiase bullterriër (India)
- Ierse Staffordshireterriër (Ierland)

K
- Kerry Blauwe terriër (Ierland)

L
- Lottatore Brindisino (Italië)

M
- Manchesterterriër (Engeland)
- Mastino napoletano

P
- Pitbull

S
- Shar-pei (China)
- Staffordshire-bulterriër (Verenigd Koninkrijk)

T
- Tibetaanse mastiff (Tibet)
- Tosa (Japan)